# گردوه
گردوه روستایی از توابع بخش کبگیان شهرستان بویراحمد در استان کهگیلویه و بویراحمد ایران است. مردم این روستا از طایفهٔ عباسی (باشرونی‌ها) هستند.

## جمعیت
این روستا در دهستان کبگیان قرار دارد و براساس سرشماری مرکز آمار ایران در سال ۱۳۸۵، جمعیت آن ۶۰۴ نفر (۱۱۹خانوار) بوده‌است.